# Підгорівка (Кременчуцький район)
Підго́рівка — село в Україні, у Козельщинській селищній громаді Кременчуцького району Полтавської області. Населення становить 77 осіб. До 2017 орган місцевого самоврядування — Козельщинська селищна рада.

## Географія
Село Підгорівка знаходиться за 1 км від лівого берега річки Рудька, вище за течією на відстані 2 км розташований смт Козельщина, нижче за течією на відстані 1 км розташоване село Нова Галещина. Селом протікає пересихаючий струмок з загатою. Через село проходить автомобільна дорога М22 (E577). Поруч проходить залізниця, станція Галещина за 3 км.

## Населення

### Мова
Розподіл населення за рідною мовою за даними перепису 2001 року:
| Мова       | Кількість | Відсоток |
| ---------- | --------- | -------- |
| українська | 73        | 94.81%   |
| російська  | 4         | 5.19%    |
| Усього     | 77        | 100%     |

## Історія
12 червня 2020 року, відповідно до розпорядження Кабінету Міністрів України № 721-р «Про визначення адміністративних центрів та затвердження територій територіальних громад Полтавської області», село увійшло до складу Козельщинської селищної громади.
19 липня 2020 року, в результаті адміністративно - територіальної реформи та ліквідації Козельщинського району, село увійшло до складу новоутвореного Кременчуцького району.